# 卡拉西尼夫卡
50°49′52″N 31°10′24″E / 50.83111°N 31.17333°E

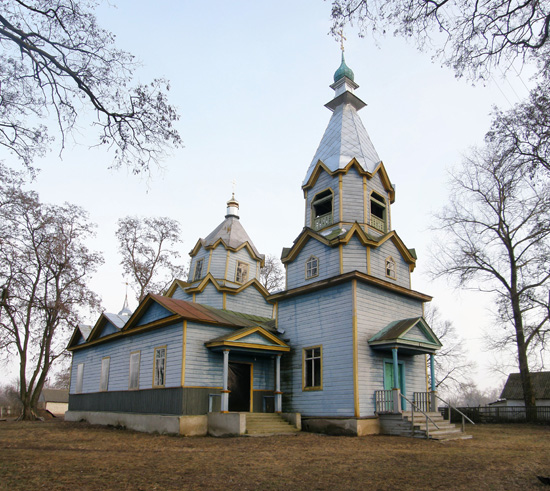

卡拉西尼夫卡（烏克蘭語：Карасинівка），是烏克蘭北部的村莊，隸屬切爾尼希夫州的切爾尼希夫區。該村始建於1600年，面積1.18平方公里，海拔高度111米，2001年人口286，人口密度每平方公里241.6人。